# Slag bij Fontenoy (841)
De Slag bij Fontenoy of Fontenoy-en-Puisaye vond plaats in 841 nabij het dorpje Fontenoy in de huidige Franse regio Bourgondië.
Na de dood van Karel de Grote (814) ging het rijk van de Franken over op zijn enige zoon, Lodewijk de Vrome.
Zelf had Lodewijk drie zonen. Doordat de Franken het Salische erfrecht kenden, moest het rijk verdeeld worden onder hen. Dit deed Lodewijk al in 817. Normaal gezien verdeelt de keizer het rijk in gelijke delen en krijgt elke zoon evenveel. Lodewijk gaf echter aan zijn oudste zoon, Lotharius, de keizerlijke titel en de overmacht op zijn twee jongere broers. Hij stelde wel de voorwaarde dat Lotharius zijn jongere broers moest steunen en beschermen.
Toen de eerste vrouw van Lodewijk stierf, hertrouwde hij. Hieruit kwam nog een zoon, Karel de Kale, voort. De tweede vrouw, Judith, deed er alles voor om ervoor te zorgen dat haar zoon ook een groot deel van het rijk kreeg. Dit leidde tot onenigheid met de andere broers.
Toen Pepijn, een zoon uit zijn eerste huwelijk, stierf, verdeelde Lodewijk het koninkrijk in 2 delen; 1 deel voor Lodewijk en 1 deel voor Karel de Kale.
Na de dood van Lodewijk in 840 brak er meteen een oorlog uit tussen de drie overlevende broers. Lotharius hield zich niet aan de belofte die hij deed aan zijn vader, maar zei dat de overeenkomst in 817 telde. Zijn jongere twee broers, Lodewijk de Duitser en Karel de Kale, waren hiermee niet akkoord.
In 841 ontmoetten ze elkaar in de slag van Fontenoy. Elke partij eiste de overwinning op, maar de strijd was onbeslist. Geen van de partijen had gewonnen. Er wordt gezegd dat 40.000 Franken het leven lieten in deze strijd.
Snel na de slag bij Fontenoy gingen Karel en Lodewijk uiteen, maar het werd hun al snel duidelijk dat ze zouden moeten samenwerken wilden ze overwinnen tegen Lotharius. In februari in 842 ontmoetten ze elkaar en zo ontstond de eed van Straatsburg. Door deze vereniging slaagden ze er uiteindelijk in om hun broer te overtuigen tot het Verdrag van Verdun.